# جيرود وارد
جيرود وارد (بالإنجليزية: Jerod Ward)‏ مواليد 5 مايو 1976 في جاكسون، هو لاعب كرة سلة أمريكي معتزل. بدأ مسيرته الاحترافية في سنة 1998. يبلغ طوله 6 قدم 9 بوصة (2.1 م). اعتزل اللعب في 2011.

## المسيرة الاحترافية
لعب مع نادي غرناطة لكرة السلة في موسم 2001–2002، ثم لعب مع نادي سيبونا لكرة السلة في سنة 2002، ثم لعب مع جونجو كي سي سي إجيس في موسم 2004–2005.

## روابط خارجية
- جيرود وارد على موقع الدوري الإسباني لكرة السلة (الإسبانية)
- جيرود وارد على موقع كرة السلة الأوروبية.كوم (الإنجليزية)
- جيرود وارد على موقع كلية كرة السلة في سبورتس رفرنس.كوم (الإنجليزية)
- جيرود وارد على موقع ريلجم (الإنجليزية)
- جيرود وارد على موقع بروبوليرز (الإنجليزية)
- جيرود وارد على موقع سبورتس رفرنس (الإنجليزية)